# Calliopius
Calliopius est un haut dignitaire byzantin, actif sous le règne d'Anastase Ier (491-518).

## Biographie
Originaire de la Syrie romaine et plus précisément de la ville de Béroia (aujourd'hui Alep), il est issu d'une riche famille de la région et est le fils d'un certain Hiérius, dont il hérite d'importantes propriétés proches de Constantinople. Son oncle, Antoninus, est l'évêque de Béroia. En 494, il devient comte d'Orient (le vicaire de l'important diocèse d'Antioche) alors que son père est préfet du prétoire d'Orient mais il fait face à d'importantes émeutes de la part de la Faction des Verts et il quitte rapidement sa nouvelle fonction. Officier dans l'armée, il combat les Sassanides lors de la guerre d'Anastase entre 502 et 506. En 503, il est présent près de Nisibis et envoyé rechercher des renforts auprès de Patricius et d'Hypace. Il est notamment mentionné comme préfet du prétoire vacans chargé de l'approvisionnement de l'armée et devient patrice en 505. Après la conclusion de la paix, il est toujours actif en Orient et contribue en 506 à annuler les taxes qui pèsent sur Amida, ainsi que la moitié sur Édesse puis il participe à l'érection de fortifications à Dara, importante place forte frontalière dont Anastase renforce les défenses. 
Proche du groupe des Antiochéens (habitants d'Antioche) qui occupent d'importantes fonctions sous Anastase en raison de leurs sympathies pour le monophysisme, il devient vicaire du maître des milices d'Orient vers 513. Il aurait alors soutenu les monophysites à Antioche, même si un doute subsiste sur son obédience religieuse. En effet, seule sa femme semble avoir été avec certitude une partisane de Sévère d'Antioche, grand théologien du monophysisme au début du VIe siècle. En outre, il semble être par la suite accusé par Sévère de répression envers les monophysites, ce qui pourrait s'expliquer par la mort d'Anastase et le fait que son successeur, Justin Ier, soit plus favorable au respect du concile de Chalcédoine.
L'ouvrage collectif Prosopography of the Later Roman Empire évoque l'hypothèse que plusieurs personnages nommés Calliopus aient pu coexister à la même époque, même si d'autres historiens, comme Vincent Puech, estiment qu'il s'agit du même homme,.